# Chiesa della Santa Croce (Caldarola)
La chiesa della Santa Croce è una chiesa di Croce, nel comune di Caldarola.
L'impianto della chiesa è molto remoto, situandosi l'edificio sul sito ove probabilmente i benedettini tennero la villa di Croce, sorta intorno all'edificio di culto e fortificata dai Varano nel secolo quattordicesimo.
L'attuale campanile è costruito su di un torrione, facente parte della cinta varanesca; il torrione ingloba e nasconde all'esterno la vista dell'abside.
Tra il Quattrocento ed il Cinquecento la chiesa fu dotata di diverse opere d'arte. Nobile da Lucca dipinse per la chiesa un pannello con I Santi Elena, Michele arcangelo, Sebastiano e Rocco, Pietro, Paolo, Sebastiano e Lucia e la pala dell'altare maggiore raffigurante una Madonna inn trono col Bambino e Santi. 
Giovanni Andrea De Magistris è presente in chiesa con l'affresco raffigurante Santa Lucia e due Storie della sua vita nella nicchia a sinistra dell'altare maggiore e una Vergine e Santi presenti in fondo alla chiesa, entrambi recentemente restaurati.
Simone, il più noto dei De Magistris, è presente con l'affresco dei Santi Antonio abate e Venanzio, del 1600 circa, la cui qualità è ben evidente nei dettagli, come la caratterizzazione fisionomica del Sant'Antonio Abate e il modellino della città di Camerino. Il figlio Federico è presente con la decorazione floreale delle nicchie. Incerta è invece l'attribuzione de La Pietà e Santi in affresco nella nicchia a destra dell'altare maggiore.
In chiesa è anche uno stendardo su tavola centinata rappresentante su un lato la Crocifissione con la Vergine, San Giovanni e Santa Maria Maddalena, e sull’altro la Madonna della Misericordia, attribuito a Marchisiano di Giorgio e databile alla fine del secondo decennio del Cinquecento, quando il pittore interpreta i modelli del Perugino, del Pinturicchio e di Lorenzo Lotto in una versione più grafica, sintetica, semplificata, ma anche irrigidita.
Tra le opere di scultura segnaliamo la Madonna in piedi col Bambino attribuita al Maestro di Macereto, oggi conservata nella Galleria Nazionale ad Urbino. Quest'ultima scultura ha subito due restauri: uno ad opera della Soprintendenza di Urbino nel 1973; e l'altro fatto nel 2002 e ed è stata esposta nella mostra “Il Quattrocento a Camerino” tenutasi nello stesso anno: la piccola scultura dal prezioso intaglio nella sapienza della sua soluzione compositiva, con slancio affettuoso, il Bimbo si stringe alla Madre abbracciandola dietro al collo e reggendosi a un lembo del manto con una mano, mentre con lo sguardo contempla il suo volto con gesti sicuri, la Vergine sostiene il Figlio.
Durante l'esecuzione dei lavori di restauro ultimati nel 2003 e più precisamente della riparazione delle lesioni presenti nell'abside, sono stati rinvenuti degli affreschi sulla muratura posta in prossimità del catino absidale. Gli affreschi possono essere fatti risalire al secolo XV e raffigurano il Cristo crocifisso sorretto dal Padre Eterno, una Santa (un soggetto analogo si trova dipinto sulla tela posta nella cimasa dell'altare maggiore). Poiché l'affresco scoperto si trovava su una parete piana posta dietro e in aderenza all'abside, visto il soggetto legato comunque alla Santa Croce, si è in presenza di un
documento certo della precedente configurazione della Chiesa, anticamente sprovvista di abside.